# جسر نهر جيجانك
جسر نهر جيجانك أو جسر نهر زهيجنغهي (بالصينية: 支井河大桥 ؛ بالإنجليزية: Zhijinghe River Bridge) هو جسر قوسي يقطع نهر جيجانك في مدينة بادونغ في الصين. تم افتتاحه في عام 2009. يُعتبر هذا الجسر واحد من أطول عشرة جسور قوسية في العالم، حيث تبلغ المسافة الحرة فيه حوالي 430 متر. كما يُعتبر في ذات الوقت، أعلى جسر مقوس بالعالم، حيث يبلغ ارتفاعه حوالي 294 متر.

## الإنشاء
تعرض المشروع أثناء البناء لعدد من الكوارث الطبيعية، حيث تعرض لسقوط الثلوج الكثيف في شتاء عام 2007، بينما تعرض لزلازل في عام 2008، مما أدى إلى تدعيمه لإكمال البناء. وقد تم بناء الجسر ليحمل جزء من الخط السريع بين شانغهاي وتشونغتشينغ في المقطع الواقع بين «ييشانغ» و «إنشي» في مقاطعة هوبيه، شرق الصين. يحمل الجسر قوسان فولاذيان إنشائيان من قياس 1200 ملم، هما من بين الأطول في العالم. تبلغ سماكة هذين القوسين بين 24 و 35 ملم، حيث تم ملؤهما بالخرسانة.

أبعاد الجسر
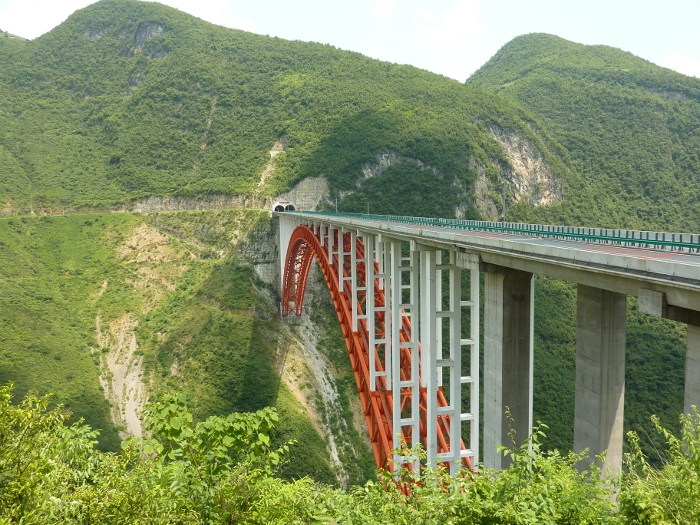
دعائم الجسر

## وصلات خارجية
- جيجانك على HighestBridges.com
- جسر جيجانك على structurae.net
- بناء جسر جيجانك
- أعلى جسور العالم